# Líšťany (zámek)
Líšťany jsou zřícenina zámku ve stejnojmenné obci v okrese Plzeň-sever. Zámku předcházela tvrz postavená Černíny z Chudenic, jejíž zdivo se zachovalo v prostorách suterénu. Barokní zámek nechal po roce 1660 postavit nejspíše Antonín Steinbach z Kranichsteinu. Zámecký areál je včetně hospodářských a dalších obytných budov, parku a zbytků ohradní zdi chráněn jako kulturní památka ČR.

## Historie
V Líšťanech pravděpodobně existovalo starší panské sídlo, které od druhé poloviny třináctého století patřilo rodu líšťanských vladyků, ale jeho podobu ani polohu neznáme. Předchůdcem dochovaného zámku byla renesanční tvrz postavená v době, kdy panství patřilo Černínům z Chudenic. Posledním majitelem z rodu Černínů byl Jan Karel Černín, který z náboženských důvodů panství roku 1628 prodal a odešel ze země. Jan Příchovský z Příchovic a na Lomi mu za něj zaplatil 22 tisíc kop míšeňských grošů. Statek tehdy tvořila tvrz s poplužním dvorem, pivovarem, sladovnou, vesnice Náklov, poloviny vesnic Košetice a Popovice, dvůr Malšín a další příslušenství. Vzhledem k probíhající třicetileté válce a škodám způsobených žoldnéři se dluhy Příchovských rostly. Kromě jiného nebyli schopní splácet ani kupní cenu Janu Karlu Černínovi. Bezdětný Václavův syn, Albrecht Kristán Příchovský, zemřel roku 1660, a zadlužené panství koupil za čtrnáct tisíc zlatých Antonín Steinbach z Kranichsteinu, který byl vrchním hejtmanem západočeských majetků rodu Lauenburků a roku 1664 byl povýšen do rytířského stavu. V Líšťanech nechal starou tvrz přestavět na barokní zámek.
Panství po něm zdědil syn Benedikt František Steinbach, který roku 1704 spáchal pod vlivem duševní nemoci sebevraždu, a statek přešel na jediného syna Karla Maxmiliána Viléma Steinbacha povýšeného roku 1714 na barona. Kvůli dluhům však musel prodat Újezd nade Mží, později také Zahrádku, dvůr Malšín a roku 1726 i Líšťany s dalšími vesnicemi. Kupcem, který za ně zaplatil 220 tisíc zlatých, se stal hrabě Julius Xaver Hamilton. Líšťany po něm zdědil nejprve syn Mikuláš Josef Hamilton a po něm jeho bratr Antonín Jan Nepomuk Hamilton, který založil nový kostel svatého Petra a Pavla. Hamiltonové měli centrum svých rodových majetků v Rakousku, a proto svůj západočeský statek prodali hraběti Josefu Maxmiliánovi Kinskému, po kterém jej roku 1780 zdědil jeho syn Filip Kinský. Ten statek vzdálený od svých dalších panství roku 1728 prodal Marii Anně Schirndingarové, rozené Haugvicové z Biskupic, která však sídlila nejspíše na zámku v Malesicích. Její rodině Líšťany zůstaly do roku 1799, kdy je koupil hrabě Maria Václav Bořek Dohalský z Dohalic, kterému patřily také Lipno, zámek Pňovany a jeho manželce zámek Luhov, který byl centrem panství.
Po smrti hraběte Marii Bořka Dohalského v roce 1824 musela vdova Marie Anna, rozená Steinbachová, prodat kvůli dluhům Líšťany synovi své sestry, kterým byl Maria Václav Perglar z Perglaru. Vymínila si však, že bude na zámku žít až do své smrti. Zemřela roku 1825 v Praze, ale v Líšťanech byla pohřbena v rodinné hrobce. Po zrušení poddanství bylo líšťanské panství přeměněno na velkostatek, který roku 1852 zdědil Perglarův příbuzný, svobodný pán Michael Dobřenský z Dobřenic. Za něj byl roku 1860 pořízen popis budovy, jejíž některé části byly již ve špatném stavu. V roce 1862 velkostatek koupil kníže Karel Löwenstein-Wertheim-Rosenberg, který ho roku přenechal svému příbuznému Aloisovi. Ani jeden z nich na zámku nežil. Areál byl sice udržován, ale pronajímal se jako lovecký zámek jiným šlechticům.
V roce 1921 byl velkostatek v rámci pozemkové reformy zabaven státem. Část byla vrácena Aloisovi z Löwensteinu a jiná část se změnila na zbytkový statek, jehož majitelem se stal úředník Emanuel Kumpera a po něm doktor František Roh. Od roku 1945 se statek dostal do správy státu, od kterého jej v roce 1951 převzal národní podnik Československé státní statky. Přestože měl udržovat zámeckou budovu i park v dobrém stavu, docházelo k postupnému chátrání a poškozování stavby. Ve dvoře byla zbořena renesanční sýpka se sgrafitovou omítkou a samotný zámek se postupně změnil ve zříceninu.

## Stavební podoba
Jednopatrová zámecká budova stojí uprostřed rozlehlého hospodářského dvora. Ve sklepeních se dochovalo zdivo původní renesanční tvrze, jejíž kamenické prvky byly druhotně použity při stavbě barokního zámku. Budova má téměř čtvercový půdorys. Vchody se původně nacházely na západní a nejspíše i východní straně. Na jižní straně byla v osmnáctém století přistavěna krátká boční křídla. K jižní straně přiléhala zahrada, kvůli které byla zbořena část budov hospodářského dvora. U jižního průčelí se také nachází velký sál, ve kterém byly dva velké krby. Místnost také zdobily zvlněné římsy. Ve druhé polovině devatenáctého století byl naproti zahradě vytvořen nový vchod, nad kterým býval balkon osazený tepanou mříží. V zahradě byl ve stejné době postaven klasicistní skleník.